# Pterocarpus erinaceus
Pterocarpus erinaceus es una especie de árbol perteneciente a la familia de las fabáceas. Es originaria del  Sahel, región del oeste de  África y es usado como madera, como planta medicinal y para la construcción de herramientas, además de ser un buen fijador del nitrógeno.

## Descripción
El árbol crece hasta unos 11 metros de altura de promedio, con la corteza escamosa y las flores de color amarillo oscuro. Los frutos son vainas aladas. 

## Distribución y hábitat
Bosques de este árbol se pueden encontrar en las sabanas del África occidental, pero cada vez es más rara, aunque se cultiva a veces. El árbol también crece en los bosques del Parque nacional del Comoé en Costa de Marfil, una región geográficamente cerca del Sahel, pero con un régimen de humedad más alto debido a su ubicación entre dos grandes ríos. 

## Descripción
El árbol crece hasta unos 11 metros de altura de promedio, con la corteza escamosa y las flores de color amarillo oscuro. Los frutos son vainas aladas. 
P. erinaceus crece bien en los lugares cálidos de África de llanuras soleadas con largas épocas de sequía y con incendios frecuentes.

## Ecología
La planta es el alimento de las larvas del lepidóptero Charaxes achaemenes.

## Usos
La madera, que varía de amarillo a rojo rosado y marrón rico, es valorada para trabajar la madera, y hace buen carbón vegetal y leña. El árbol exuda una savia roja llamada kino , que se utiliza como colorante. Como leguminosa, el árbol permite al nitrógeno regresar a la tierra, haciéndola más fértil. Estas plantas son deseables en las tierras agrícolas. Además, el follaje es un nutritivo forraje para animales de granja. Malí tiene un mercado activo para el follaje de P. erinaceus, que está en alta demanda por los ganaderos de ovino de carne. Es una de las especies de las que se extrae la goma kino. El árbol tiene varios usos medicinales , incluyendo la reducción de la supresión de la fiebre y la tos.

## Taxonomía
Pterocarpus erinaceus fue descrita por Jean Louis Marie Poiret y publicado en Tableau Encyclopédique et Methodique ... Botanique 3: 162. 1796.
Etimología
Pterocarpus: nombre genérico que deriva de  palabras griegas latínizada que significan "fruto alado", en referencia a la inusual forma de las vainas de semillas de este género.
erinaceus: epíteto
Sinonimia
- Lingoum erinaceum Kuntze
- Pterocarpus adansonii DC.
- Pterocarpus africanus Hook.[4]